# نوردزیده
نوردزیده (به هلندی: Noordzijde) یک منطقهٔ مسکونی در هلند است که در بوده‌خرافن-ریوویک واقع شده‌است. نوردزیده ۲۹۳ نفر جمعیت دارد.